# Pierre Zaoui
Pierre Zaoui (* 1968 in Frankreich) ist ein französischer Philosoph und Hochschullehrer.

## Leben
Zaoui ist Spross einer jüdischen Familie, die aus dem Maghreb stammt. Seine Forschungen befassen sich insbesondere mit Baruch de Spinoza, Gilles Deleuze, David Hume sowie mit politischen Ideen, wie dem Liberalismus. Er lehrt an der Universität Paris VII -Diderot.
Er schreibt Beiträge für Zeitschriften wie Esprit, Astérion und Mouvements. Ferner ist er Redaktionsmitglied bei der Zeitschrift Vacarme, die die unter anderem Ideen der Neuen Sozialen Bewegungen vertritt.
Zaoui ist Mitglied des Centre international d'étude de la philosophie française centemporaine (CIEPFC) und Programmdirektor beim Collège international de philosophie (CIPh).

## Veröffentlichungen
- Le Libéralisme est-il une sauvagerie? Bayard, Montrouge 2007, ISBN 978-2-227-47681-3.
- Spinoza: La décision de soi. Bayard, Montrouge 2008, ISBN 978-2-227-47810-7.
- Vivre, c'est croire: Portrait philosophique de David Hume. Bayard, Montrouge 2010, ISBN 978-2-227-48142-8.
- La Traversée des catastrophes. Éditions Seuil, Paris 2010, ISBN 978-2-02-102983-3.
- La Discrétion, ou l'art de disparaître. Autrement, Paris 2013, ISBN 978-2-746735033.

## Teilnahme an einem Kurzfilm
- 2007: How Far Is the Sky?, Regie: Pascal Bouhenic, mit Jude Stéfan und Jean-Philippe Toussaint. Éditions Centre Pompidou, Paris. DVD anlässlich der Ausstellung Samuel Beckett.